# Troy Douglas
Troy Douglas (Países Bajos, 30 de noviembre de 1962) es un atleta neerlandés, especialista en la prueba de 4 x 100 m, en la que ha logrado ser medallista de bronce mundial en 2003.

## Carrera deportiva
En el Mundial de París 2003 ganó la medalla de bronce en los relevos 4 x 100 metros, con un tiempo de 38.87 segundos, tras Estados Unidos (oro) y Brasil (plata), siendo sus compañeros de equipo: Timothy Beck, Patrick van Balkom y Caimin Douglas.